# Disporella humilis
Disporella humilis är en mossdjursart som beskrevs av Gordon och Taylor 200. Disporella humilis ingår i släktet Disporella och familjen Lichenoporidae. Inga underarter finns listade i Catalogue of Life.